# Émile Georget
Émile Georget (21. september 1881, Bossay-sur-Claise – 16. oktober 1960, Châtellerault) var fransk cykelrytter

## Væsentlige resultater

### Tour de France
- Tour de France 1905: 4. plads.
- Tour de France 1906: 5. plads, 1 etapesejr.
- Tour de France 1907: 3. plads, 6 etapesejre.
- Tour de France 1908: Udgik under 2. etape.
- Tour de France 1910: Udgik under 12. etape, 1 etapesejr.
- Tour de France 1911: 3. plads, 1 etapesejr
- Tour de France 1912: Udgik under 3. etape.
- Tour de France 1913: Udgik under 4. etape.
- Tour de France 1914: 6. plads.

### Sejre
- 1910: Fransk mester på landevej
- 1910: Bordeaux-Paris
- 1911: Paris-Brest-Paris
- 1912: Bordeaux-Paris
- 1906: Bruxelles' 24 timers løb: (sammen med hans bror Léon Georget)
- 1907: Paris-Hesdin
- 1909: Paris-La Flèche
- 1911: Circuit de Touraine

### Andre resultater
- 2. plads i Milan-Sanremo 1909.
- 3. plads i Paris-Tours 1907, Bordeaux-Paris 1908 og Paris-Tours 1911.
- Vinder af seksdagsløbet i Toulouse 1907 med hans bror Léon Georget